# H. S. Dillon
Pour les articles homonymes, voir Dillon.
Harbrinderjit Singh Dillon (né le 23 avril 1945 à Medan (Sumatra du Nord) et mort le 16 septembre 2019 à Denpasar (Bali, Indonésie)) est un économiste et homme politique indonésien d'origine indienne.

## Biographie
H. S. Dillon a étudié à l'université Cornell aux États-Unis où il a obtenu son doctorat en économie agricole et étudié des domaines tels que le commerce et le développement internationaux, la gestion des ressources et la sociologie du développement.
H. S. Dillon est de religion sikhe. Il a occupé divers postes dans la vie politique indonésienne, notamment celui d'assistant du ministre de l'Agriculture et de commissaire de la Commission nationale des Droits de l'homme, dont il était resté membre. Son dernier poste était directeur exécutif de la réforme de la gouvernance des partenariats en Indonésie. C'était un critique virulent de la corruption en Indonésie. 
H. S. Dillon est également le fondateur de la FIHRRST, une association internationale œuvrant pour le respect et la protection des droits de l'homme. Un groupe de défenseurs des droits de l'homme respectés sur le plan international (parmi lesquels Marzuki Darusman, Marzuki Usman, Makarim Wibisono, James Kallman et Dradjad Hari Wibowo) s'étaient joints à Dillon pour créer cette organisation, qui élabore et promeut des normes permettant de démontrer le respect des droits de l'homme.

## Publications
- H. S. Dillon et Marcellus Rantetana, La sécurité alimentaire en Indonésie (chapitre 4 dans Vijay S Vyas, La sécurité alimentaire dans les pays asiatiques, 2005).  (ISBN 8171884563)  )

- voir HS Dillon, un militant intrépide qui répertorie plusieurs publications.